# Madagascar en los Juegos Paralímpicos de Pekín 2008
Madagascar estuvo representado en los Juegos Paralímpicos de Pekín 2008 por un deportista masculino. El equipo paralímpico malgache no obtuvo ninguna medalla en estos Juegos.